# Guberevac (gmina miejska Sopot)
Guberevac (cyr. Губеревац) – wieś w Serbii, w mieście Belgrad, w gminie miejskiej Sopot. W 2011 roku liczyła 535 mieszkańców.